# Phantom 380X-1
Der Phantom 380X-1 ist ein vierrädriger (4×4) allradgetriebener thailändischer minengeschützter Transporter und wird von Panus Assembly hergestellt.

## Beschreibung
Die Besatzung des Phantom 380X-1 besteht aus Fahrer und Beifahrer, zusätzlich kann er 9 Soldaten im Innenraum aufnehmen, die über eine Tür am Heck in das Fahrzeug gelangen. Die hydraulisch angetriebene Tür wird nach unten geklappt und dient ebenfalls als Ein- bzw. Ausstiegshilfe. Das Fahrzeug ist nach STANAG Level 4b gegen Kaliber 14,5 × 114 mm, Explosivpanzerminen mit 10 kg TNT mittig unter dem Fahrzeug und gegen 155 mm Artilleriebeschuss aus 30 m gepanzert.

## Bewaffnung
Der Phantom 380X-1 ist in der Grundversion unbewaffnet, kann aber auf dem Dach verschiedene Aufbauten aufnehmen und besitzt verschließbare Luken und Schießscharten an beiden Seiten des Fahrzeugs.

## Antrieb
Angetrieben wird der Phantom 380X-1 von einem Cummins-Diesel mit 380 PS. Als Getriebe kommt ein Allison 6-Gang-Automatikgetriebe zum Einsatz.

## Nutzerstaaten
- Thailand